# Sophie von Merenberg

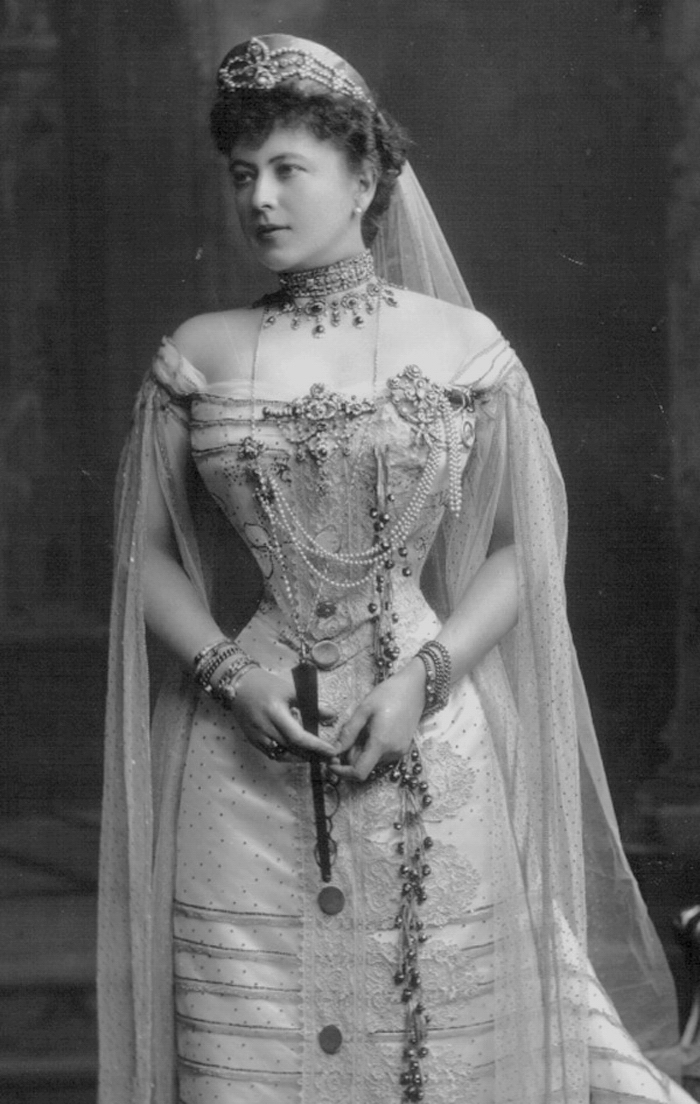
The Lafayette Studio, London: Gräfin Sophie Nikolajewna de Torby (1902)

Gräfin Sophie Nikolajewna von Merenberg (* 1. Juni 1868 in Genf; † 14. September 1927 in London) war eine High-Society-Lady.

## Leben
Sophie war die älteste Tochter unter drei Kindern des Generalmajors Nikolaus Wilhelm von Nassau (1832–1905) und dessen Ehefrau zur Linken, der Gräfin Natalia Alexandrowna von Merenberg (1836–1913), Tochter des russischen Nationaldichters Alexander Sergejewitsch Puschkin. Ihre Großeltern väterlicherseits waren der Herzog Wilhelm I. von Nassau und dessen zweite Gemahlin, Prinzessin Pauline von Württemberg.

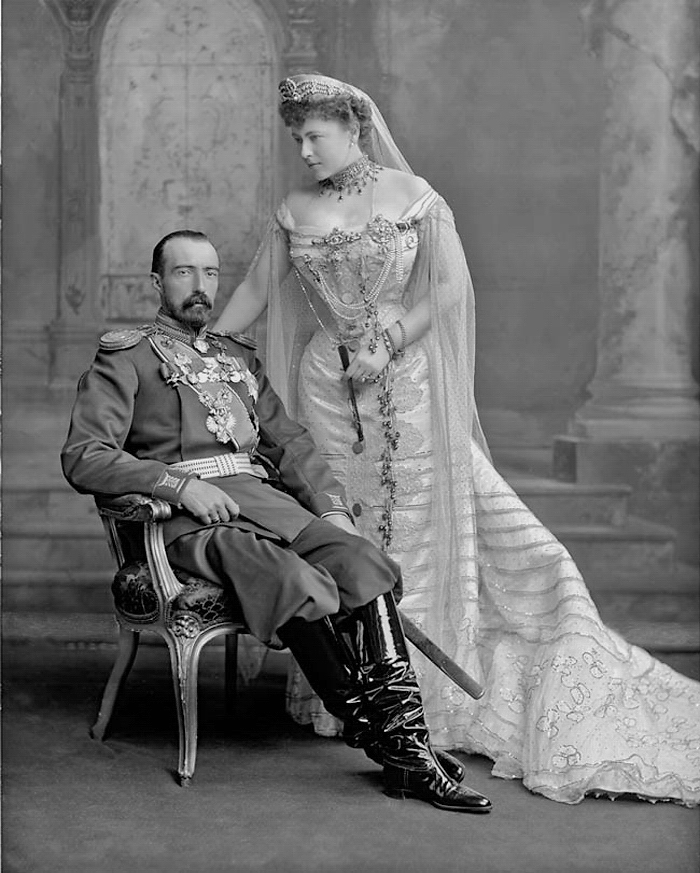
The Lafayette Studio, London: Großfürst Michail Michailowitsch Romanow mit seiner Frau (1902)

In Nizza lernte Gräfin Sophie den russischen Großfürsten Michail Michailowitsch Romanow kennen und lieben, indem er sie zuvor von einem durchgegangenen Pferd rettete. Nachdem er von drei europäischen Prinzessinnen abgelehnt wurde und eine russische Gräfin wegen Standesunterschied nicht heiraten durfte, dachte er gar nicht daran, den Zaren Alexander III. oder seine Eltern um die nötige Heiratserlaubnis zu bitten, da er davon ausging, dass man ihm diese erneut nicht erteilen würde. Am 26. Februar 1891 heiratete Gräfin Sophie von Merenberg in San Remo den Großfürsten Michail (1861–1929), den zweiten Sohn des Großfürsten Michael Nikolajewitsch Romanow und seiner Frau Prinzessin Cäcilie von Baden, nach deren Heirat Olga Fjodorowna genannt. Die Ehe galt nicht nur als morganatisch, sondern aufgrund der fehlenden Genehmigung nach den Regeln der Zarenfamilie auch als illegal und verursachte trotz der teils adeligen Herkunft einen großen Skandal am Hof.
Michail verlor alle seine militärischen Ehren und wurde gleichzeitig seiner Stellung am Hof enthoben. Zudem wurde ihm auf Lebenszeit untersagt, nach Russland zurückzukehren. Ihr Onkel, der Großherzog von Luxemburg, verlieh der Braut dafür den erblichen Titel einer Gräfin Torby. Als ihre Schwiegermutter von der Eheschließung erfuhr, brach sie zusammen und reiste zur Erholung auf die Krim. Auf dem Weg dorthin erlitt sie einen Herzinfarkt und starb. Da Großfürst Michail des Landes verwiesen war, durfte er nicht an der Beerdigung seiner Mutter teilnehmen.
Das Ehepaar lebte abwechselnd in London, Paris und Nizza. Während des Ersten Weltkriegs blieb ihr Mann mit der Familie in England, so überlebte er 1917 die Oktoberrevolution, der drei seiner Brüder zum Opfer fielen. Gräfin Sophie de Torby starb am 14. September 1927 in London an den Folgen einer Krebserkrankung.

## Nachkommen
- Anastasia Michailowna (1892–1977) ⚭ 17. Juli 1917 in London Sir Harold August Wernher, 3. Baronet Wernher (1893–1973), Sohn des Diamantenhändlers Sir Julius Wernher
- Nadja Michailowna (1896–1963) ⚭ 15. November 1916 in London Prinz George Mountbatten, 2. Marquess of Milford Haven (1892–1938)
- Michail Michailowitsch (1898–1959), Graf de Torby